# دوروثي هيوارد
دوروثي هيوارد (بالإنجليزية: Dorothy Heyward)‏ (6 يونيو 1890 – 19 نوفمبر 1961) هي كاتبة مسرحية أمريكية. اشتهرت بكتابتها لمسرحية البغروس  بمساعدة زوجها ديوبوس هيوارد صاحب الكتاب المُقتبس منه هذه المسرحية.
أصبح عملها معروفا اليوم من خلال اقتباسه بواسطة الأويرا  بيس والبرغوس  المنتجة سنة 1935، مع الموسيقى بواسطة جورج غيرشوين.

## حياتها
ولدت في ووستير، أوهايو، بدأت في الاهتمام بالأعمال الأدبية والمسرحية في سن مبكرة.
في 1922 التقت بديوبوبس هيوارد في مستعمرة ماكدويل، وتزوجا في نفس العام وغيرت اسمها إلى اسم زوجها.
في 1927، عندما كان زوجها في بداية الكتابة لمسرحية «الببرغوس». دخلت هيوارد في الخط، ووضع أغلب الأحداث الدرامية على النص. وفي نفس السنة تم عرض المسرحية على مسرح غيلد بنيويورك بمشاركة 367 مؤدي.
سنة 1935 اقتبس نص المسرحية في أوبرا باسم «بيس والببرغوس» من موسيقى المؤلف جورج غيرشوين. ثم إلى فيلم بنفس اسم المسرحية سنة 1959.

## أعمالها المسرحية
- نانسي آن (1924)
- البرغوس (1927)
- جونيكا (1930)
- ابنة مامبا (1939)
- جنوب المحيط الهادئ (1943)
- إجعل شعبي حرا (1948) [3]

## روابط خارجية
- دوروثي هيوارد على موقع IMDb (الإنجليزية)
- دوروثي هيوارد على موقع الموسوعة البريطانية (الإنجليزية)
- دوروثي هيوارد على موقع ميوزك برينز (الإنجليزية)
- دوروثي هيوارد على موقع قاعدة بيانات برودواي على الإنترنت (الإنجليزية)
- دوروثي هيوارد على موقع ديسكوغز (الإنجليزية)
- دوروثي هيوارد على موقع قاعدة بيانات الفيلم (الإنجليزية)

- دوروثي ديوبوس على قاعدة بيانات الأفلام على الإنترنت.
- دوروثي ديوبوس على قاعدة بيانات برودواي على الإنترنت.